# Svend Andersen (Theologe)

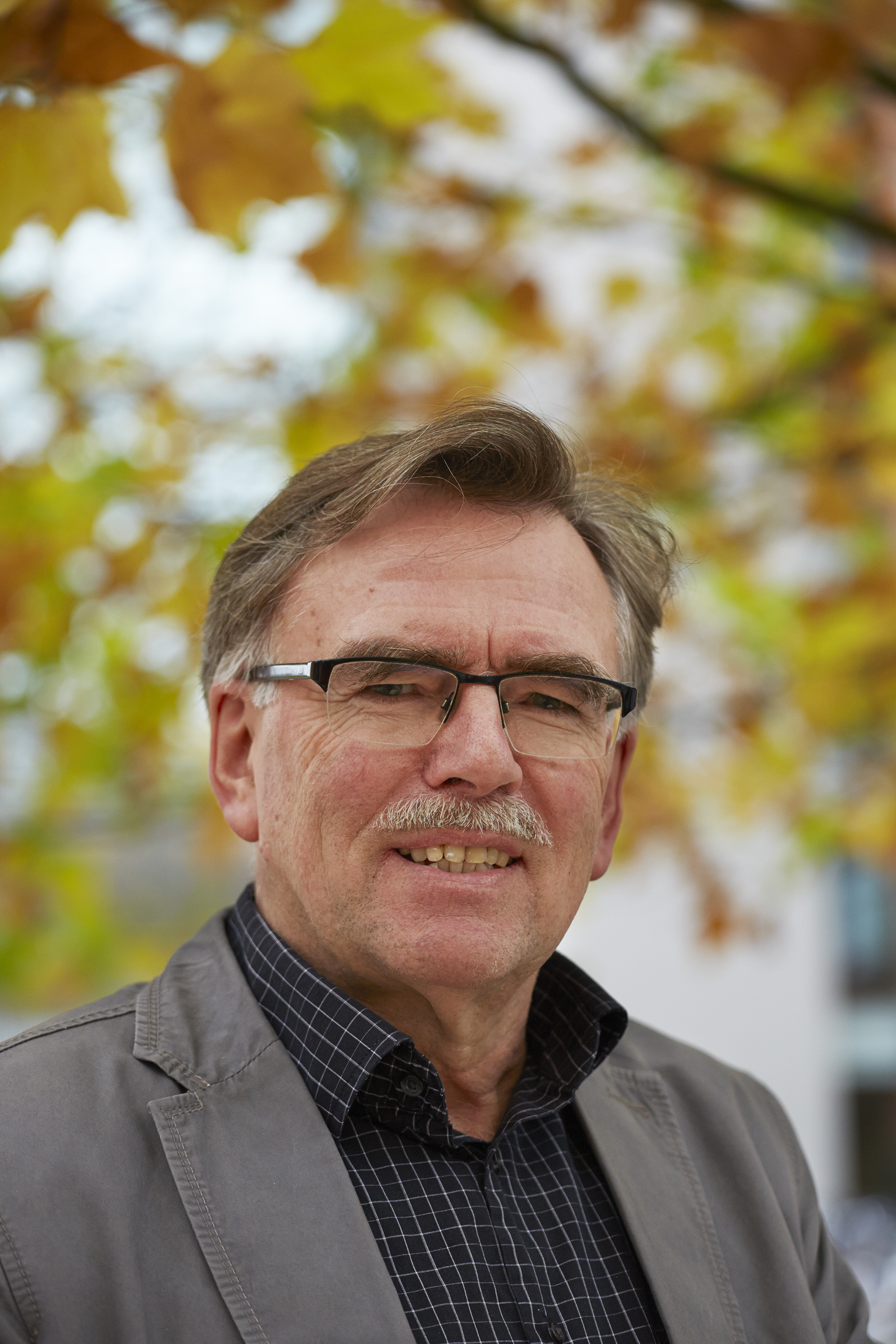
Svend Andersen (2014)

Svend Andersen (* 8. März 1948 in Aventoft) ist ein dänischer (Südschleswiger) und evangelisch-lutherischer Theologe. 

## Leben
Nach dem Theologiestudium an der Universität Aarhus studierte Andersen von 1974 bis 1976 Philosophie an der Universität Heidelberg bei Dieter Henrich, Ernst Tugendhat und Georg Picht. Er promovierte 1980 in Heidelberg und 1989 in Aarhus, jeweils zum Dr. theol. Ein weiteres Auslandsstudium führte ihn 1989 an die Universität Oxford (P. F. Strawson) und 1994 forschte er im Center for Biomedical Ethics der Stanford University. Seit 1989 ist Andersen Professor für Ethik und Religionsphilosophie an der Universität Aarhus; 1994 hatte er eine Gastprofessur an der Christian-Albrechts-Universität Kiel.

## Lehre

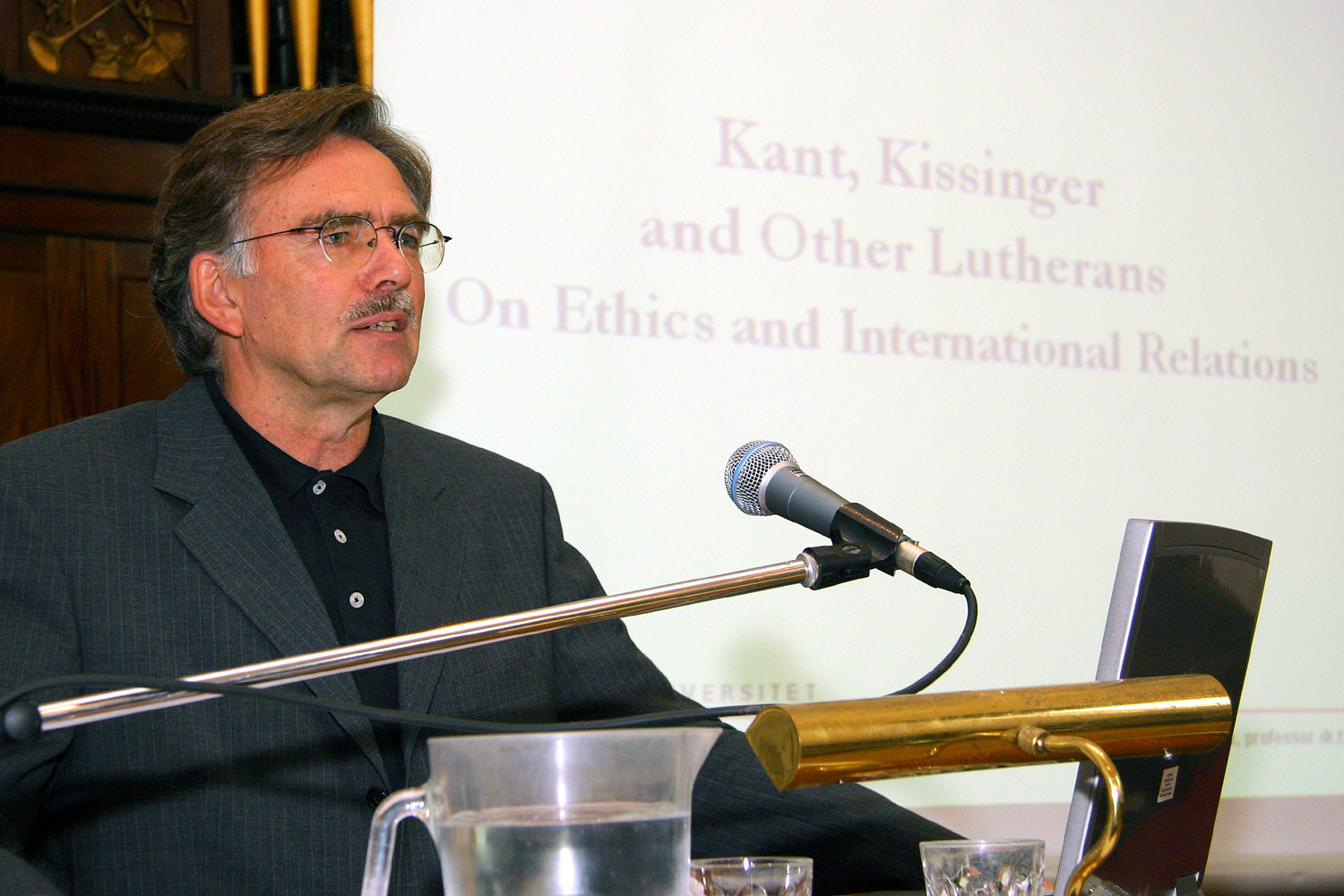
Svend Andersen, Societas Ethica in Oxford (2006)

Andersens Studienbuch „Einführung in die Ethik“ verdeutlicht die Bezüge von theologischer und philosophischer Ethik, wobei Andersen sich stark in der lutherischen Tradition verortet und unter den Autoren des 20. Jahrhunderts nur die Entwürfe von Paul Althaus, Karl Barth, Emil Brunner und Knud E. Løgstrup genauer darstellt. Unter den neueren philosophischen Entwürfen werden besonders John Rawls und Alasdair MacIntyre gewürdigt.
In „Macht aus Liebe“ (2010) zeichnet Andersen Luthers politische Ethik detailliert nach und stellt deren Transformationen in der Moderne vor. In Luthers Obrigkeitsschrift arbeitet Andersen das Konzept einer „politischen Nächstenliebe“ heraus: „Ein Christ unterstützt die Institution politischer Herrschaft – weltliche Obrigkeit –, weil diese den Nutzen der Menschen als Ziel hat, denn ein Christ handelt gerade zum Nutzen seiner Mitmenschen.“ Im dritten Teil wird diese lutherische Ethik in Beziehung gesetzt zu den Entwürfen von John Rawls (politischer Liberalismus) und Jürgen Habermas (Kantischer Republikanismus), die Andersen dem Leser als „politisch-philosophische Alliierte für das Bemühen um eine Rekonstruktion lutherischer politischer Ethik“ vorstellt. Dabei dient ihm Habermas’ Rechtsphilosophie und politische Philosophie dazu, um die Theorie von Rawls schärfer zu profilieren. Er konzentriert sich bei Rawls auf drei Themen:
1. Theoretische Darstellung der liberalen Demokratie;
2. Philosophische Begründung demokratischer Prinzipien;
3. Ortsbestimmung der Religion.[4]

Den beiden Gerechtigkeitsprinzipien, die Rawls in A Theory of Justice entfaltet, könne ein lutherischer Christ zustimmen, da sie (aus der Binnenperspektive seines Glaubens) „die politische Gestalt der Nächstenliebe ausdrücken.“

## Veröffentlichungen (Auswahl)
- Wittenberg, Schleswig und Dänemark: Wechselwirkungen von Politik und Reformation. In: Ulrich A. Wien, Mihai-D. Grigore (Hrsg.): Exportgut Reformation: Ihr Transfer in Kontaktzonen des 16. Jahrhunderts und die Gegenwart evangelischer Kirchen in Europa. Vandenhoeck & Ruprecht, Göttingen 2017. S. 301–314.
- Luthers Zwei-Regimenten-Lehre als Modell einer neuzeitlichen Staatsethik. In: Christopher Spehr, Michael Haspel, Wolfgang Holler (Hrsg.): Weimar und die Reformation: Luthers Obrigkeitslehre und ihre Wirkungen. Evangelische Verlagsanstalt, Leipzig 2016. S. 157–175.
- Neue Dokumente zum Verständnis der Reformation: eine kritische Sichtung. In: Michael Beyer, Martin Hauger, Volker Leppin (Hrsg.): Herausforderung Reformation: Reformationsgeschichte zwischen theologischer Deutung und historischer Forschung. Vandenhoeck & Ruprecht, Göttingen 2016. S. 168–182.
- Christliche Bioethik in Europa. In: Friedemann Voigt (Hrsg.): Religion in bioethischen Diskursen: Interdisziplinäre, internationale und interreligiöse Perspektiven. Walter de Gruyter, Berlin / New York 2010. S. 293–311.
- Macht aus Liebe: Zur Rekonstruktion einer lutherischen politischen Ethik (Theologische Bibliothek Töpelmann. Band 149) Walter de Gruyter, Berlin / New York 2010.
- Einführung in die Ethik. 2., erweiterte Ausgabe, Walter de Gruyter, Berlin / New York 2010. (Übersetzung von Som dig selv)